# Carsten Jung
Carsten Jung (Gotha, 10 maggio 1975) è un ballerino tedesco, primo solista del balletto di Amburgo dal 2004 al 2019.

## Biografia
Dopo gli studi alla Palucca Schule di Dresda e la Scuola del Balletto di Amburgo, Carsten Jung è stato scritturato dal Balletto di Amburgo nel 1994. Nel 1998 è stato promosso al rango solista, mentre nel 2004 è stato nominato primo solista della compagnia.
Oltre ad aver danzato in numerose prime di opere di John Neumeier, Jung ha danzato in molti ruoli nel repertorio classico e moderno, tra cui Endimione in Sylvia, Teseo in Sogno di una notte di mezza estate, Hilarion in Giselle, Drosselmeier ne Lo schiaccianoci, Tebaldo in Romeo e Giulietta, Colas ne La fille mal gardée di Frederick Ashton e l'eponimo protagonista dell'Onegin di John Cranko e del Don Chisciotte di Rudol'f Nureev. Particolarmente apprezzata è stata la sua performance nel Liliom di Neumeier, per cui ha vinto il Prix Benois de la Danse nel 2012 e con cui ha dato l'addio alla compagnia nel 2019.
Nel 2021 ha danzato con Alessandra Ferri ne L'Heur Exquise di Maurice Béjart alla Royal Opera House e al Piccolo Teatro di Milano, mentre nel 2022 ha ballato al Teatro alla Scala in una sera di galà in memoria di Carla Fracci.